# Ungarische Eishockeyliga 1974/75
Die Saison 1974/75 war die 38. Spielzeit der ungarischen Eishockeyliga, der höchsten ungarischen Eishockeyspielklasse. Meister wurde zum insgesamt zwölften Mal in der Vereinsgeschichte Ferencvárosi TC.

## Modus
In der Hauptrunde absolvierte jede der vier Mannschaften insgesamt 18 Spiele. Der Erstplatzierte der Hauptrunde wurde Meister. Für einen Sieg erhielt jede Mannschaft zwei Punkte, bei einem Unentschieden gab es einen Punkt und bei einer Niederlage null Punkte.

## Hauptrunde
|    | Klub                 | Sp | S  | U | N  | Tore   | Punkte |
| -- | -------------------- | -- | -- | - | -- | ------ | ------ |
| 1. | Ferencvárosi TC      | 18 | 16 | 0 | 2  | 116:59 | 32     |
| 2. | Újpesti Dózsa SC     | 18 | 8  | 2 | 8  | 92:90  | 18     |
| 3. | Volán SC Budapest    | 18 | 7  | 1 | 10 | 73:94  | 15     |
| 4. | Budapesti Vasutas SC | 18 | 3  | 1 | 14 | 58:96  | 7      |

Sp = Spiele, S = Siege, U = unentschieden, N = Niederlagen